# Valmanya
Valmanya (katalanisch Vallmanya) ist eine französische Gemeinde mit 34 Einwohnern (Stand 1. Januar 2022) im Département Pyrénées-Orientales in der Region Okzitanien. Sie gehört zum Arrondissement Prades und zum Kanton Le Canigou.

## Nachbargemeinden
Nachbargemeinden von Valmanya sind Estoher im Norden, Baillestavy im Nordosten, La Bastide im Osten, Corsavy im Süden, Casteil im Südwesten, Vernet-les-Bains im Westen sowie Taurinya im Nordwesten.

## Bevölkerungsentwicklung
| Jahr      | 1962 | 1968 | 1975 | 1982 | 1990 | 1999 | 2013 |
| Einwohner | 51   | 63   | 29   | 32   | 30   | 18   | 41   |

## Sehenswürdigkeiten
- Castell d’el Bruix
- Kirche Saint-Vincent (12. Jahrhundert)